# Bloemisterij
Een bloemisterij is een zaak waar men boeketten en bloemstukken kan kopen. De winkel is makkelijk te herkennen aan de grote hoeveelheid en verscheidenheid aan bloemen, die meestal ook vóór de winkel staan uitgestald. In de bloemisterij vind je de bloemist, die de boeketten samenstelt en verkoopt.
Naast winkels zijn er ook bloemisterijen die alleen boeketten bezorgen. De bloemen zijn dan te bestellen via de telefoon of via internet.
In Vlaanderen wordt de term bloemisterij ook gebruikt voor tuinbouwbedrijven die bloemen telen in kassen, en ze via de groothandel verdelen.